# Шателодрен (кантон)
Шателодре́н (фр. Châtelaudren) — упраздненный кантон во Франции, в регионе Бретань, департамент Кот-д’Армор. Входил в состав округа Сен-Бриё.
Код INSEE кантона — 2207. Всего в кантон Шателодрен входило 8 коммун, из них главной коммуной являлась Шателодрен.

## Коммуны кантона
| Коммуна    | Население, чел. (1999) | Почтовый индекс | Код INSEE |
| ---------- | ---------------------- | --------------- | --------- |
| Бокео      | 848                    | 22170           | 22011     |
| Коиньяк    | 351                    | 22800           | 22045     |
| Плело      | 2631                   | 22170           | 22182     |
| Плернёф    | 886                    | 22170           | 22188     |
| Плувара    | 912                    | 22170           | 22234     |
| Трегомёр   | 729                    | 22590           | 22356     |
| Тремелуар  | 443                    | 22590           | 22367     |
| Шателодрен | 921                    | 22170           | 22038     |

## Население
Население кантона на 2006 год составляло 8 920 человек.
| 1962 | 1968 | 1975 | 1982 | 1990 | 1999  | 2006  | 2007 |
| ---- | ---- | ---- | ---- | ---- | ----- | ----- | ---- |
| -    | -    | -    | -    | -    | 7 721 | 8 920 | -    |